# Peter DePaolo
Peter «Pete» DePaolo (Filadelfia, Pensilvania, 6 de abril de 1898-Laguna Hills, California, 26 de noviembre de 1980) fue un piloto de automovilismo estadounidense. Ganó las 500 Millas de Indianápolis de 1925 y fue dos veces campeón nacional, en 1925 y 1927.

## Carrera deportiva
Pete nació el 6 de abril de 1898, en Filadelfia, Pensilvania. Pete presenció su primera carrera en 1919, donde vio a su tío Ralph DePalma ganar.
Compitió en las 500 Millas de Indianápolis de 1922, terminando en cuarto lugar. Sufrió su peor lesión profesional en la pista de Kansas City, cuando su automóvil dio cuatro vueltas. Pasó tres semanas en el hospital con la cara gravemente cortada y perdió dos dientes. Tanto él como su mecánico de conducción, Harry «Cotton» Henning, fueron arrojados del automóvil, resultando Henning con un tobillo roto y costillas rotas.

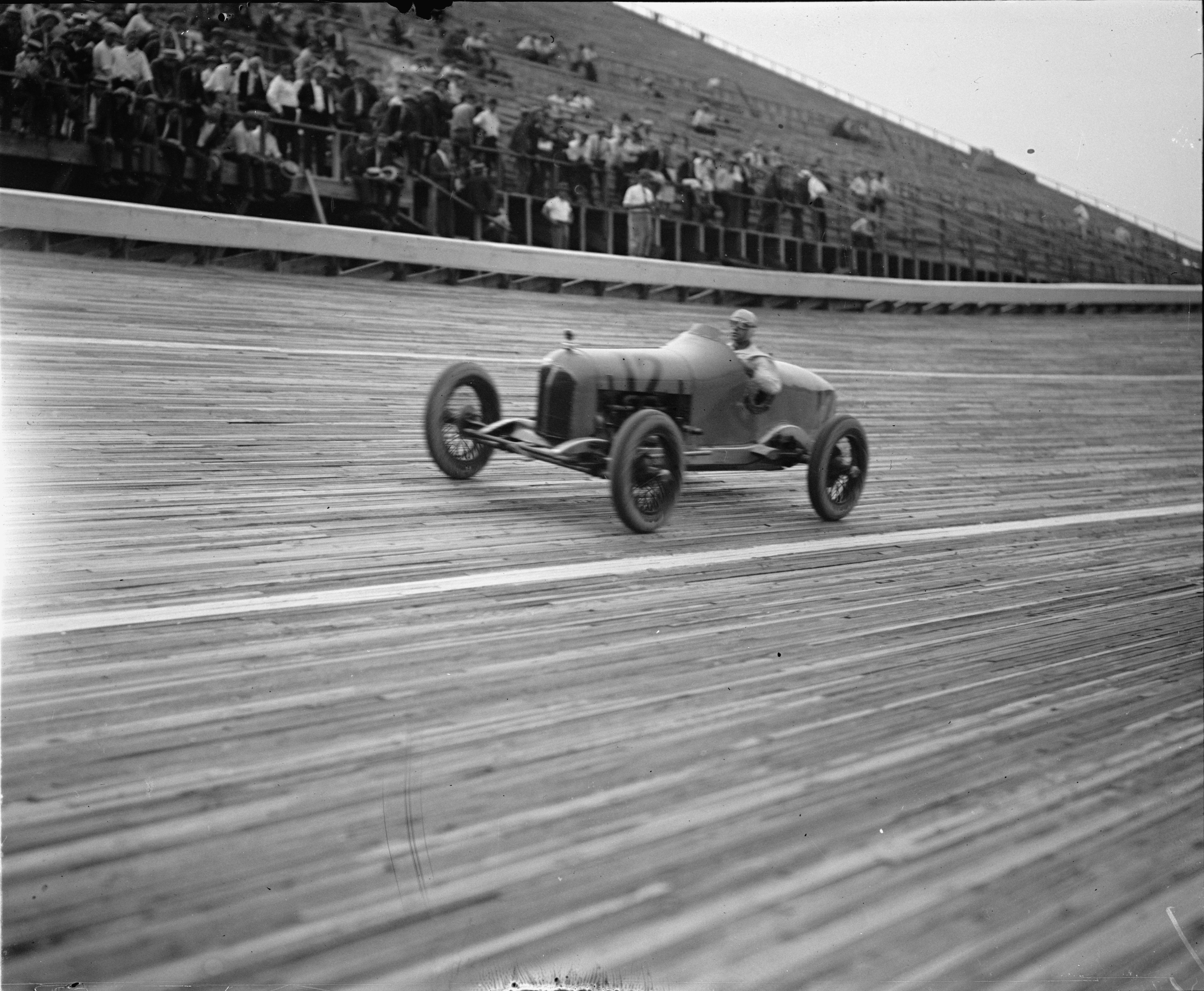
DePaolo en 1925.

En las 500 Millas de Indianápolis de 1925, DePaolo tomó una gran ventaja. Aproximadamente a la mitad de la carrera, sus dedos se llenaron de ampollas, y el dueño del automóvil, Fred Duesenberg, sacó a DePaolo del automóvil en favor de Norm Batten. DePaolo reparó sus manos en el centro de atención médica del circuito y regresó al automóvil después de perderse 21 vueltas. Aunque su automóvil había caído a la quinta posición, DePaolo ganó la carrera y se encaminaba hacia el campeonato de pilotos. DePaolo no lo consideró su victoria más grande porque lo habían relevado durante 21 vueltas.
Fundó su propio equipo en 1927 y terminó en segundo lugar en las 500 Millas de Indianápolis de 1927, sumando dos victorias en su camino hacia el campeonato de pilotos de la serie.
En 1934, DePaolo condujo el automóvil de carreras de tracción en las cuatro ruedas de Harry Miller en carreras en Europa y África. En el circuito de AVUS, cerca de Berlín, mientras lideraba la carrera bajo una fuerte lluvia, su motor falló. DePaolo decidió retirarse en 1934 después de estar en coma durante 11 días tras de un accidente en España.

## Dueño de equipo
Fue dueño de un equipo y gerente de equipo para la victoria de Kelly Petillo en las 500 Millas de Indianápolis de 1935.
Fue un exitoso propietario de equipos de NASCAR de 1955 a 1957. Sus pilotos terminaron en segundo, tercer y segundo lugar en las clasificaciones finales. Los pilotos acumularon 21 victorias en 178 participaciones. El equipo luego se convirtió en Holman Moody.

## Escritor
Escribió su biografía en el libro «Wall Smacker», publicado en 1935. DePaolo fue editor asociado en la revista Speed Age cuando escribió una serie de ocho partes llamada I Drove The Boards de julio de 1951 a agosto de 1952.

## Últimos años
Cantó Back Home Again in Indiana antes del inicio de las 500 Millas de Indianápolis en 1971, siendo el único piloto en hacerlo hasta 2019.
Falleció el 26 de noviembre de 1980, a la edad de 82 años.

## Premios y honores
DePaolo ha sido incluido en los siguientes salones de la fama:
- Salón de la Fama del Automovilismo (1963).[5]
- Salón de la Fama del Deporte Motor de Estados Unidos (1995).[6]
- Salón de la Fama Nacional de Sprint Car (1995).[7]

DePaolo ha recibido los siguientes honores:
- Cita de Servicio Distinguido del Salón de la Fama del Automovilismo (1969).[8]